# Red Foley
Clyde Julian Foley (Blue Lick, Kentucky, 17 de junio de 1910 - 19 de septiembre de 1968), más conocido como Red Foley, fue un estadounidense cantante, músico y personalidad de la radio y la televisión y una de las mejores contribuciones a la música country tras la Segunda Guerra Mundial.

## Esbozo biográfico
Durante más de dos décadas, Foley fue una de las mayores estrellas del género, vendiendo más de 25 millones de discos. Su hit de 1951 "Peace in the Valley", estuvo entre las primeras grabaciones en vender más de un millón de ejemplares. Veterado del Grand Ole Opry hasta su muerte, Foley tuvo su papel en la serie de televisión "Ozark Jubilee" entre 1955 y 60.
Es miembro del Country Music Hall of Fame, quien dijo de él "uno de los más versátiles de todos los tiempos" y "una influencia gigantesca durante los años de formación de la música country contemporánea".

## Discografía

### Álbumes
| Año  | Álbum                                    | US Country | Sello |
| ---- | ---------------------------------------- | ---------- | ----- |
| 1951 | Red Foley Souvenir Album                 |            | Decca |
| 1953 | A Tribute to Jimmie Rodgers              |            | Decca |
| 1953 | Sing a Song of Christmas                 |            | Decca |
| 1954 | Lift Up Your Voice                       |            | Decca |
| 1955 | Beyond the Sunset                        |            | Decca |
| 1956 | Red and Ernie, Vol. 1 (with Ernest Tubb) |            | Decca |
| 1956 | Red and Ernie, Vol. 2 (with Ernest Tubb) |            | Decca |
| 1958 | Red Foley's Dickies Souvenir Album       |            | Decca |
| 1958 | I Believe                                |            | Decca |
| 1958 | He Walks with Thee                       |            | Decca |
| 1958 | Beyond the Sunset                        |            | Decca |
| 1958 | My Keepsake Album                        |            | Decca |
| 1959 | Let's All Sing with Red Foley            |            | Decca |
| 1961 | Rockin' Chair                            |            | Decca |
| 1961 | Company's Comin'                         |            | Decca |
| 1961 | Songs of Devotion                        |            | Decca |
| 1962 | Dear Hearts and Gentle People            |            | Decca |
| 1962 | Life's Railroad to Heaven                |            | Decca |
| 1962 | Hang Your Head in Shame                  |            | Decca |
| 1963 | The Red Foley Show                       |            | Decca |
| 1963 | Rock of Ages                             |            | Decca |
| 1965 | I'm Bound for the Kingdom                |            | Decca |
| 1967 | Songs for the Soul                       |            | Decca |
| 1967 | Together Again (with Kitty Wells)        | 24         | Decca |
| 1969 | I Believe                                |            | Decca |

### Sencillos
| Año  | Sencillo                                                                          | Ranking    | Ranking |
| Año  | Sencillo                                                                          | US Country | US      |
| ---- | --------------------------------------------------------------------------------- | ---------- | ------- |
| 1944 | "Smoke on the Water"                                                              | 1          | 7       |
| 1944 | "There's a Blue Star Shining Bright (In a Window Tonight)"                        | 5          |         |
| 1945 | "Hang Your Head in Shame"                                                         | 4          |         |
| 1945 | "I'll Never Let You Worry My Mind"                                                | 5          |         |
| 1945 | "Shame on You" (con Lawrence Welk)                                                | 1          | 13      |
| 1945 | "At Mail Call Today" (con Lawrence Welk)                                          | 3          |         |
| 1946 | "Harriet" (with Roy Ross & His Ramblers)                                          | 4          |         |
| 1946 | "Have I Told You Lately That I Love You?" (with Roy Ross & His Ramblers)          | 5          |         |
| 1947 | "That's How Much I Love You" (Red Foley and The Cumberland Valley Boys)           | 4          |         |
| 1947 | "New Jolie Blonde (New Pretty Blonde)" (Red Foley and The Cumberland Valley Boys) | 1          |         |
| 1947 | "Freight Train Boogie" (Red Foley and The Cumberland Valley Boys)                 | 5          |         |
| 1947 | "Never Trust a Woman" (Red Foley and The Cumberland Valley Boys)                  | 2          |         |
| 1948 | "Tennessee Saturday Night" (Red Foley and The Cumberland Valley Boys)             | 1          |         |
| 1949 | "Candy Kisses"                                                                    | 4          |         |
| 1949 | "Tennessee Border"                                                                | 3          |         |
| 1949 | "Blues in My Heart" (with Cumberland Valley Boys)                                 | 15         |         |
| 1949 | "Tennessee Polka"                                                                 | 4          |         |
| 1949 | "I'm Throwing Rice (At the Girl I Love)"                                          | 11         |         |
| 1949 | "Two Cents, Three Eggs and a Postcard"                                            | 8          |         |
| 1949 | "Sunday Down in Tennessee"                                                        | 3          |         |
| 1949 | "Tennessee Border No. 2" (con Ernest Tubb)                                        | 2          |         |
| 1950 | "I Gotta Have My Baby Back"                                                       | 10         |         |
| 1950 | "Careless Kisses"                                                                 | 8          |         |
| 1950 | "Chattanoogie Shoe Shine Boy"                                                     | 1          | 1       |
| 1950 | "Don't Be Ashamed of Your Age" (con Ernest Tubb)                                  | 7          |         |
| 1950 | "Sugarfoot Rag"                                                                   | 4          | 24      |
| 1950 | "Steal Away"                                                                      | 9          |         |
| 1950 | "Birmingham Bounce"                                                               | 1          | 14      |
| 1950 | "Choc'late Ice Cream Cone" (con The Dixie Dons)                                   | 5          |         |
| 1950 | "Mississippi" (con The Dixie Dons)                                                | 1          | 22      |
| 1950 | "Just a Closer Walk with Thee" (con The Jordanaires)                              | 9          |         |
| 1950 | "Goodnight Irene" (con Ernest Tubb)                                               | 1          | 10      |
| 1950 | "Hillbilly Fever No. 2" (con Ernest Tubb)                                         | 9          |         |
| 1950 | "Cincinnati Dancing Pig"                                                          | 2          | 7       |
| 1950 | "Our Lady of Fatima"                                                              | 8          | 16      |
| 1951 | "My Heart Cries for You" (con Evelyn Knight)                                      | 6          | 28      |
| 1951 | "Hot Rod Race"                                                                    | 7          |         |
| 1951 | "Hobo Boogie"                                                                     | 8          |         |
| 1951 | "The Strange Little Girl" (with Ernest Tubb & Anita Kerr Singers)                 | 9          |         |
| 1951 | "(There'll Be) Peace in the Valley (For Me)" (with The Sunshine Boys Quartet)     | 5          |         |
| 1951 | "Alabama Jubilee" (con The Nashville Dixielanders)                                | 3          | 28      |
| 1952 | "Too Old to Cut the Mustard" (con Ernest Tubb)                                    | 5          |         |
| 1952 | "Milk Bucket Boogie"                                                              | 8          |         |
| 1952 | "Salty Dog Rag"                                                                   | 8          |         |
| 1952 | "Midnight"                                                                        | 1          |         |
| 1953 | "Don't Let the Stars Get in Your Eyes"                                            | 8          | 25      |
| 1953 | "Hot Toddy"                                                                       | 6          |         |
| 1953 | "No Help Wanted #2" (con Ernest Tubb)                                             | 7          |         |
| 1953 | "Slaves of a Hopeless Love Affair"                                                | 8          |         |
| 1953 | "Shake a Hand" (with Anita Kerr Singers)                                          | 6          |         |
| 1953 | "Put Christ Back Into Christmas"                                                  |            | 23      |
| 1954 | "As Far as I'm Concerned" (con Betty Foley)                                       | 8          |         |
| 1954 | "Jilted"                                                                          | 7          |         |
| 1954 | "One by One" (con Kitty Wells)                                                    | 1          |         |
| 1954 | "I'm a Stranger in My Home" (con Kitty Wells)                                     | 12         |         |
| 1955 | "Hearts of Stone" (con Anita Kerr Singers)                                        | 4          |         |
| 1955 | "As Long as I Live" (con Kitty Wells)                                             | 3          |         |
| 1955 | "Make Believe ('Til We Can Make It Come True)" (con Kitty Wells)                  | 6          |         |
| 1955 | "A Satisfied Mind" (con Betty Foley)                                              | 3          |         |
| 1956 | "You and Me" (con Kitty Wells)                                                    | 3          |         |
| 1956 | "No One but You" (con Kitty Wells)                                                | flip       |         |
| 1959 | "Travelin' Man"                                                                   | 29         |         |
| 1967 | "Happiness Means You" (con Kitty Wells)                                           | 43         |         |
| 1967 | "Hello Number One" (con Kitty Wells)                                              | 60         |         |
| 1967 | "Living as Strangers" (con Kitty Wells)                                           | 63         |         |
| 1969 | "Have I Told You Lately That I Love You?" (with Kitty Wells)                      | 74         |         |